# شهرستان مک‌کرتین (اکلاهما)
شهرستان مک‌کرتین، اکلاهما (به انگلیسی: McCurtain County, Oklahoma) شهرستانی در ایالات متحده آمریکا است که در اکلاهما واقع شده‌است.

## خصوصیات
شهرستان مک‌کرتین ۴٬۹۲۳٫۵۹ کیلومترمربع مساحت دارد.